# 立元正一
立元 正一（たてもと しょういち、1929年4月28日 - 2019年9月12日）は、日本の経営者。住友大阪セメント社長、会長を務めた。

## 経歴
富山県出身。1953年に東京大学法学部法律学科を卒業し、同年に住友金属工業に入社。1982年6月に取締役に就任し、1986年6月に常務を経て、1988年6月に住友セメント(のちの住友大阪セメント)副社長に就任し、1990年6月に社長に昇格。1998年6月に会長に就任し、2004年6月から相談役を務めた。
1999年4月に勲二等瑞宝章を受章。
2019年9月12日病気のために死去。90歳没。